# قره‌محمدلی (فضولی)
قره‌محمدلی (ترکی آذربایجانی: Qaraməmmədli) یک منطقهٔ مسکونی در جمهوری آرتساخ است که در استان مارتونی واقع شده‌است.